# Budy Polskie
Budy Polskie (prononciation : [ˈbudɨ ˈpɔlskʲɛ]) est un village polonais de la gmina de Strzegowo dans le powiat de Mława de la voïvodie de Mazovie dans le centre-est de la Pologne.
Le village compte une population de 3 habitants en 2008.

## Histoire
De 1975 à 1998, le village appartenait administrativement à la voïvodie de Ciechanów.